# Louis Quarré-Reybourbon
Louis François Quarré-Reybourbon, né le 11 septembre 1824 à Lille où il est mort le 25 décembre 1906, est un historien, archéologue, folkloriste et collectionneur français.

## Biographie
Il a été commis négociant puis libraire, propriétaire de la librairie du "Soleil d'Or" sur la Grand Place de Lille. Il est l'auteur de nombreuses études dans les domaines de l'archéologie, la numismatique, les arts et l'architecture.
Il a été membre de la Commission historique du département du Nord et de nombreuses autres sociétés savantes telles que la Société des sciences, des lettres et des arts de Lille, la Société de géographie de Lille, la Société géologique du Nord ou la Commission de la bibliothèque de Lille. Il s'est vu remettre les Palmes de l'Instruction publique par le ministre de l'Instruction publique le 8 avril 1893. Sous le nom de plume « Un Collectionneur Lillois », il a publié des articles dans de nombreuses revues comme l'Écho du Nord. Il a réuni au cours de sa vie une collection impressionnante d'objets et d'ouvrages en lien avec le département du Nord, le Hainaut et l'Artois, collection réunissant des livres, manuscrits, plans, gravures, dessins, tableaux, enseignes, statues, meubles, bijoux et autres. Il a notamment légué sa collection d'enseignes au Musée de l'Hospice Comtesse de Lille.

## Publications
- Journal du voyage du roy en Flandre, Lille : Quarré, 1883 (lire en ligne).
- Dessèchement des Wateringues et des moëres dans l'arrondissement de Dunkerque, Lille : L. Quarré, 1893 (lire en ligne).
- L'église et la paroisse du Sacré-Cœur de Lille, Lille : Impr. Lefebvre-Ducrocq, impr. 1898 (lire en ligne).
- Une impression lilloise à gravures sur bois, Lille : Impr. Lefebvre-Ducrocq, 1903 (lire en ligne).
- La vie, l'oeuvre et les collections du peintre Wicar d'après les documents, E. Plon, Nourrit et Cie, 1895, 47 p..
- Iconographie & Bibliographie de Notre-Dame de la Treille, Lille, L. Quarré, Editeur-Libraire, 1900, 63 p